# Broń boczna
Broń boczna – broń osobista noszona u boku (również: broń stanowiąca uzupełnienie broni głównej). Zalicza się do niej krótką broń palną (pistolety, rewolwery), a także niektóre rodzaje broni białej (np. szable, bagnety, noże, kordziki).